# Príncep Koreyasu
El Príncep Koreyasu (惟康親王, Koreyasu Shinnō, 26 de maig del 1264 - 25 de novembre del 1326) va ser el sèptim shogun del shogunat Kamakura del Japó; va governar entre el 1266 i 1289.
Va ser el fill del sisè shogun, el Príncep Munetaka i estava controlat pels regents del clan Hōjō. Va assumir el tron als 2 anys, quan el seu pare va ser despullat pel mateix clan Hōjō quan van considerar que era massa gran per tenir-lo com un governant titella.